# بایسبره
بایسبره (به اسپانیایی: Vallcebre) یک شهرستان در اسپانیا است که در استان بارسلون واقع شده‌است.

## خصوصیات
بایسبره ۲۷٫۹۹ کیلومترمربع مساحت و ۲۶۹ نفر جمعیت دارد و ۱٬۱۲۳ متر بالاتر از سطح دریا واقع شده‌است.